# Ortrud Gutjahr
Ortrud Gutjahr (* 1954) ist eine deutsche Germanistin.

## Leben
Sie studierte Germanistik, Philosophie und Soziologie an der Albert-Ludwigs-Universität Freiburg; als Tutorin, Hilfskraft oder Projektmitarbeiterin am Institut für Germanistik, am Institut für Soziologie und/oder am Institut für Philosophie durchgängig tätig (1980: Magisterarbeit über die Kritische Theorie). Von 1980 bis 1985 war sie wissenschaftliche Mitarbeiterin am Institut für medizinische Soziologie in einem deutsch-amerikanischen Forschungsprojekt. Nach der Promotion 1986 über Ingeborg Bachmann war sie von 1985 bis 1994 wissenschaftliche Angestellte, Assistentin (C1) und Oberassistentin (C2) am Institut für Germanistik der Universität Freiburg im Breisgau. Nach der Habilitation 1993 über die Selbstreflexion der literarischen Moderne lehrte sie von 1994 bis 1997 auf der Professur (C3) für Neuere Deutsche Literaturwissenschaft und Interkulturelle Germanistik an der Universität Karlsruhe. Seit 1997 ist sie Professorin (C4) für Neuere Deutsche Literatur und Interkulturelle Literaturwissenschaft an der Universität Hamburg. Sie hatte Gastprofessuren u. a. an der University of California, Berkeley (2017), Macquarie University, (2013 und 2016), University of Mumbai (2014), Universität Istanbul (2011), University of Sydney (2006), Universität Stockholm (1988 und 2002) und der University of Adelaide (1994 und 1999) und war Adjunct-Professor an der Macquarie University.
Ihre Schwerpunkte sind interkulturelle Literatur- und Medienwissenschaft, Literatur des 18. Jahrhunderts und der Zeit um 1900 bis zur Gegenwart, interkultureller Film, Inszenierungsformen und Theater, deutsch-türkische Studien und Gender- und Theaterforschung, Literatur und Psychoanalyse, Kulturtheorie und Theorie der interkulturellen Moderne.

## Schriften (Auswahl)
- Fragmente unwiderstehlicher Liebe. Zur Dialogstruktur literarischer Subjektentgrenzung in Ingeborg Bachmanns „Der Fall Franza“. Würzburg 1988, ISBN 3-88479-312-8.
- Einführung in den Bildungsroman. Darmstadt 2007, ISBN 3-534-17912-9.
- als Herausgeberin: Der zerbrochene Krug von Heinrich von Kleist. Balancen des Rechts in Bastian Krafts Inszenierung am Thalia Theater Hamburg. Würzburg 2015, ISBN 3-8260-5725-2.
- als Herausgeberin: Lessings Erbe? Theater als diskursive Institution. Würzburg 2017, ISBN 3-8260-6195-0.